# Zhou de l'Oest
Zhou de l'Oest (1046 aC-771 aC) és el nom donat a la primera meitat de la Dinastia Zhou de l'antiga Xina. Va començar quan el Rei Wu de Zhou va enderrocar la Dinastia Shang a la batalla de Muye. i va acabar quan els quanrong van saquejar la capital Haojing, van matar el rei You of Zhou en 771 aC i la cort Zhou va fugir a l'actual Luoyang començant així la dinastia Zhou de l'Est i marcant el començament del període de Primaveres i Tardors que duraria més de 300 anys.